# México FC (Spanje)
México F. C. S.A.D. is een Spaanse voetbalclub. Thuisstadion is het Campo Municipal de Paracuellos in Paracuellos de Jarama in de autonome regio Madrid. Het team speelt sinds 2006/07 in de Tercera División.

## Historie
F. Alcobendas Sport speelde in het seizoen 2006/07 voor het eerst professioneel voetbal sinds de oprichting en eindigde in het debuutjaar als 14e in de competitie.

## Clubnaam
- Soto de la Moraleja CF (1995/2006)
- Soto Alcobendas CF (2006/2007)
- Alcobendas Sport (2007-...)

RSD Alcalá ·
Alcobendas ·
AD Alcorcón B ·
Real Aranjuaz CF ·
Atlético de Pinto · 
RCD Carabanchel ·
AD Complutense Alcalá ·
CD El Álamo ·
Flat Earth FC ·
CD Leganés B ·
ED Moratalaz ·
Móstoles CF ·
CD Móstoles URJC · 
AD Parla ·
Pozuelo ·
Rayo Vallecano B ·
San Fernando · 
DAV Santa Ana ·
AD Torrejón CF ·
CF Trival Valderas ·
AD Unión Adarve ·
FC Villanueva del Pardillo ·
SAD Villaverde San Andrés